# Felix Klausmann
Felix Klausmann (* 23. Oktober 1996) ist ein deutscher Mountainbiker, der im Cross-Country aktiv ist. Seine bisher größten Erfolge erzielte er im Cross-Country Eliminator.

## Sportlicher Werdegang
Im Mountainbikesport ist Klausmann seit 2007 aktiv. Nach dem Wechsel in die Elite startete er zunächst vorrangig über im olympischen Cross-Country und im MTB-Marathon und erzielte auch Erfolge auf regionaler Ebene. Parallel startete er seit 2015 bei den Deutschen Meisterschaften im Eliminator und stand bereits im ersten Jahr als Dritter auf dem Podium. 2017 nahm er in Winterberg erstmals am UCI-Mountainbike-Eliminator-Weltcup teil und wurde auf Anhieb Fünfter.
Daraufhin wandte er sich ab der Saison 2018 vermehrt dem Eliminator zu. 2019 gewann er in Wombach die Deutschen Meisterschaften. Im selben Jahr stand er im Weltcup in Villard-de-Lans als Zweiter erstmals auf dem Podium. 2022 erzielte er im indischen Leh-Ladakh seinen ersten Weltcup-Sieg, dem er eine Woche später in Paris gleich den zweiten Sieg folgen ließ. Die Gesamtwertung 2022 schloss er auf dem vierten Platz ab.
Nachdem von 2020 bis 2022 keine Deutschen Meisterschaften im Eliminator ausgetragen wurden, sicherte er sich 2023 im heimischen Hausach erneut den Titel. Im Weltcup gewann er das Saisonrennen im heimischen Aalen.

## Erfolge
2019
- Deutscher Meister – Eliminator XCE

2022
- zwei Weltcup-Erfolge – Eliminator XCE

2023
- Deutscher Meister – Eliminator XCE
- ein Weltcup-Erfolg – Eliminator XCE